# Виксна, Людмила Михайловна
Виксна, Людмила Михайловна (латыш. Ludmila Vīksna; 22 октября 1946, Рига) — латвийский врач, инфектолог. Профессор, академик Латвийской академии наук (2021). Хабилитированный доктор медицинских наук. Руководитель кафедры инфектологии Рижского университета Страдыня. Главный инфектолог Рижской Восточной клинической университетской больницы. Член правления Латвийского общества врачей. Президент Латвийской ассоциации инфекционистов.

## Биография
Родилась 22 октября 1946 года в Риге.
В 1971 году окончила лечебный факультет Рижского медицинского института.
В 1971—1975 годах — клинический ординатор, младший научный сотрудник кафедры инфекционных болезней РМИ.
С 1976 года — ассистент, доцент этой кафедры.
9 декабря 1976 года была принята в члены КПСС Кировским райкомом Рижского городского комитета Компартии Латвии.
В 1979 году защитила диссертацию на соискание учёной степени кандидата медицинских наук на тему «Некоторые показатели биохимического гомеостаза у больных вирусным гепатитом и хроническими заболеваниями печени».
В 1990 году полгода стажировалась в Китайской народной республике по акупунктуре в числе 200 специалистов, направленных на стажировку в рамках заключенного между КНР и СССР договором о расширении научного сотрудничества.
С 1991 года — главный врач Государственного центра инфекционных болезней.
В 1992 году избрана профессором Латвийской медицинской академии, возглавила кафедру инфекционных болезней. В этом же году после нострификации получила диплом хабилитированного доктора наук.
С 1992 по 1999 — директор Латвийского центра инфектологии.
В 2002 году баллотировалась на выборах в Сейм от партии «Латвийский путь».
С 2010 по 2012 — руководитель клиники туберкулеза и болезней легких Латвийского центра инфектологии (V/A «Latvijas Infektoloģijas centrs»)
С 2012 по 2016 — главный инфекционист Министерства здравоохранения Латвии.
С 2012 года — главный инфектолог Рижской Восточной клинической университетской больницы.
C 2020 года входила в группу учёных, консультировавших правительство по вопросам борьбы с Сovid-19, провела научное исследование на эту тему и участвовала в составлении методических рекомендаций по лечению вирусного заболевания.

## Общественная деятельность
Является экспертом редколлегий 6 международных научных журналов: «Journal of Infectious Diseases and Medical Microbiology», «Medicus Bonus» (Латвия), «Virology & Mycology» (США), «Journal of Antivirals & Antiretrovirals» (США), «HIV & AIDS Review — International medical journal of HIVrelated problems» (Польша), «Medicinos: teorija ir praktika» (Литва).
Является членом Экспертной комиссии Латвийского учёного совета.
Президент Латвийской ассоциации инфекционистов.
Вице-президент Балтийского общества паразитологов.
Член Европейской ассоциации исследователей печени.

## Награды
30 марта 2009 года — Орден Трёх звёзд IV степени.
2020 — ежегодная премия Латвийского общества врачей имени Илмара Лазовского за значительный вклад в развитие медицины.
4 ноября 2020 года — почётная грамота Кабинета министров Латвии за вклад в инфектологию и исследование актуальных проблем общественного здоровья.
В 2021 году Людмила Виксна была избрана академиком Латвийской академии наук.

## Научная работа и публикации
Людмила Виксна является автором более 400 научных публикаций, индекс Хирша — 13; в 2020 году её работы процитированы 2013 раз.
Ей принадлежит 3 национальных и один международный патент.

### Публикации
- Виксна, Людмила Михайловна. «Некоторые показатели биохимического гомеостаза у больных вирусным гепатитом и хроническими заболеваниями печени». Автореф. дис. на соиск. учен. степ. канд. мед. наук (14.00.10). — Рига: Рижский медицинский институт, 1979[4].
- V. Kaņeps, L. Vīksna. Ievads medicīnas deontoloģijā. Rīga, Zvaigzne, 1981,148 lpp.
- Канеп, В.В., Виксна, Л. М. Введение в медицинскую деонтологию. Рига: Звайгзне, 1981. — 150 с[4].
- Дудник Л. Б., Копылова Т. Н., Кузнецова А. В., Майоре А. Я., Виксна Л. М., Филатова Е. Н., Миезе И. Э. Особенности изменения параметров перекисного окисления липидов и и активности систем антиперекисной активности сыворотки крови при остром вирусном гепатите А // Тез. докл. Всесоюзн. научн. конф. «Актуальные вопросы дагностики. эпидемиологии и профилактики острого вирусного гепатита А». Ленинград, 1987, С. 13-14[13].
- Дудник Л.Б., Копылова Т. Н., Майоре А. Я., Новицкий И. Н., Виксна Л. М., Филатова Е. Н. Регуляция интенсивности процесса перекисного окисления липидов при тяжелых и коматогенных формах острого вирусного гепатита // Новое в гепатологии. Методы, факты, концепции. Рига: Звайгзне, 1988. — с.115-122[13].
- Majore A., Dudnika L., Kopilova Т., Kuznecova A., Fillere I., Viksna L, Novickis I. Aknu slimibas, lipidu peroksidacija un antioksidanti // Vispas. latv. zin. kongr. mat. Riga, 1991. 8. Sej. Lp.54-55[13].
- Дудник Л. Б., Виксна Л. М., Майоре АЛ. Пероксидное окисление липидов и его связь с изменением состава и антиокислительных свойств липидов при коматогенных формах острого вирусного гепатита В // Вопросы медицинской химии. 2000. Т. 46. № 6. С.597-609.
- L. Vīksna. B. Rozentāle, A. Majore, V. Sondore, D. Lazdiņa. Infekciju slimību diagnostikas, ārstēšanas un specifiskās profilakses algoritms. Metodiski informatīvo materiālu krājums. Latvijas intelektuālā īpašuma un inovāciju akadēmija un starptautiskā intelektuālā īpašuma aģentūra, reģistrācijas Nr.103, 2000, 236 lpp.
- L. Vīksna. Ceļotāju veselības rokasgrāmata. Rīga, Nacionālais Medicīnas apgāds, 2002, 231 lpp.
- L. Vīksna. Vakcinācija: aktīvā specifiskā imūnprofilakse. Rīga, Nacionālais apgāds, 2002, 2003, 2008, (три дополненных издания). — 252 с.
- L. Vīksna. Vīrushepatīts C: norise, ārstēšana, prognoze, profilakse. Rīga, Nacionālais apgāds, 2003, 128 lpp.
- L. Vīksna. Соавторы: A. Majore, A. Krūmiņa, V. Sondore. Infekcijas slimības. Rīga, Medicīnas apgāds, 2011, 589 lpp.
- L.Viksna. Noninvasive Alternatives to Liver Biopsy. — IntechOpen, 2011.
- L.Viksna. Future Aspects of Liver Biopsy: From Reality to Mathematical Basis of Virtual Microscopy. — IntechOpen, 2012.
- Alise Balcere; Raimonds Karls; Ingrīda Čēma; Māra Rone Kupfere; Ludmila Vīksna. Treatment of Actinic Keratoses Facilitates Dermatoscopic Diagnosis of Early Basal Cell Carcinoma: A Case Report and Review. — Case reports in dermatology, volume:11, № 1, 2019. — с.16-22.